# Fratel Bigio
(Fratel Bigio a Mowgli)
Fratel Bigio (Grey Brother) è un personaggio dei racconti de Il libro della giungla e Il secondo libro della giungla di Rudyard Kipling. È un lupo, fratello di tana di Mowgli e uno dei quattro figli di Raksha e di Babbo Lupo (l'unico di cui sia dato al lettore di conoscere il nome).

## Il personaggio
Sempre fedele compagno del cucciolo d'uomo nelle sue avventure, tra cui la caccia contro Shere Khan, ad esso non volterà mai le spalle.
È proprio Fratel Bigio a chiudere La corsa di primavera: 
"Dove faremo la nostra tana oggi? Perché d'ora in poi seguiremo nuove tracce".»

## Altri media
- Ne Il libro della giungla, film sovietico del 1973, Fratel Bigio è uno dei cuccioli della famiglia di lupi che adotta Mowgli dopo che viene salvato da Bagheera e Baloo. Cresce insieme a Mowgli e rappresenta un forte legame affettivo con il branco. Diversamente da altri fratelli, Bigio rimane costantemente fedele a Mowgli anche dopo che questi si allontana dalla giungla per vivere tra gli uomini. È l'unico tra i fratelli di Mowgli che mantiene un legame attivo con lui dopo l’allontanamento dal branco. Lo aiuta a sorvegliare i movimenti di Shere Khan e gli fornisce informazioni cruciali su di lui. Partecipa alla vendetta di Mowgli contro Shere Khan, aiutandolo a tendere l’agguato finale che porta alla morte della tigre. Accompagna Mowgli nella sua decisione di affrontare il branco e riaffermare il proprio posto nella giungla, sostenendolo anche nel conflitto con il capo lupo Akela e i suoi oppositori.
- Nell' anime Il libro della giungla del 1989, Bigio è assente, a prendere un simil ruolo sono Aku e Sura.
- In Mowgli - Il libro della giungla Fratel Bigio è un lupo grigio adottato insieme a Mowgli dopo l’attacco di Shere Khan all’accampamento britannico. Fin da cucciolo diventa il compagno fedele del “cucciolo d’uomo”, crescendo al suo fianco nel branco di lupi.
- In Mowgli e il libro della giungla, Grey è il lupo maschio più anziano nato da Akela e Raksha e considerato il fratello adottivo di Mowgli. Lo protegge, avvertendo il ragazzo dei pericoli (come il ritorno di Shere Khan) e partecipando attivamente agli scontri con lupi traditori e altri nemici. [2]
- Nel remake Disney del 2016 de Il libro della giungla, Grey è uno dei cuccioli di lupo e uno dei figli di Raksha e Akela. Si distingue per essere uno dei più affezionati a Mowgli, che considera come un fratello, e viene spesso menzionato, seguendolo e sostenendolo. È un lupacchiotto tenero, giocoso e leale. Il doppiatore originale di Grey è Brighton Rose Favreau, mentre il doppiatore italiano è Giulio Bartomolei.[3]
- In Mowgli - Il figlio della giungla del 2018, il personaggio prende il nome di Bhoot. Viene emarginato dal branco per la sua diversità. Trova rifugio in Mowgli, ma ci litiga pesantemente, in quanto il ragazza scaglia su di lui le proprie frustrazioni, e il cucciolo si allontana piangente. Viene ucciso da Lockwood, e Mowgli lo ritrova impagliato nella tenda del cacciatore. Piange la sua scomparsa, ma anche per averlo ferito prima della sua morte. È doppiato in originale da Louis Ashbourne Serkis e da Emanuele Ruzza. [4]

## Figura nello scautismo
Fratel Bigio è un personaggio positivo, simbolo di lealtà e fedeltà. Per questo i capi dei lupetti, o i rover in servizio presso i lupetti, possono prendere il suo nome.
La sua parola maestra è:
(Parola Maestra di Fratel Bigio)